# Charsadda
Charsadda ( چارسڈّہ in pashtu) è una città situata nell'omonimo distretto, facente parte della provincia frontaliera di Nord-Ovest del Pakistan (North West Frontier Province). Si trova a circa 29 kilometri da Peshawar.

## Storia
L'antico toponimo di Charsadda è Pushkalavati, che in urdu vuol dire Città del Loto. La storia di questa città è molto antica, venne infatti fondata infatti  approssimativamente al VI secolo a.C., e dalle sue origini fino al II secolo a.C. è stata il capoluogo del distretto di Gandhara, capitale del Regno indo-greco. Le invasioni verificatesi nella regione di Charsadda sono innumerevoli. Tra le più importanti vi furono quelle dei Persiani, dei Greci di Alessandro il Macedone, dai Maurya, degli Sciti, dei Parti, dei Turchi e degli Hindu.

## Fiumi
A Charsadda scorrono tre fiumi: il fiume Jindi, il fiume Kabul e il fiume Swat; questi sono la principale fonte di irrigazione di Charsadda. I tre fiumi si uniscono poi al fiume Indo.

## Amministrazione
Il distretto è amministrativamente suddiviso in tre tehsil - Charsadda, Tangi e Shabqadar - che contano un totale di 49 Union Councils.

## Istruzione
L'Università Bacha Khan è un'università pubblica situata a Charsadda, intitolata ad Abdul Ghaffar Khan (Bacha Khan). Nel gennaio 2016, l'università è stata attaccata da uomini armati.